# Проект 100 000
Проект 100 000 — целевая программа американского оборонного ведомства по комплектованию вооружённых сил призывниками, набранными из тех категорий, которые до этого формальным образом не вписывались в армейские требования из-за своих проблем с физическим или умственным развитием.
Проект 100 000 был запущен в 1960-х годах по инициативе министра обороны США Роберта Макнамары в связи с нехваткой личного состава, а также — из-за серьёзных потерь армии США в ходе вьетнамской войны. Как законодательная инициатива он был представлен общественности в виде средства «социальной коррекции». В рамках его положений в течение пяти лет около 345 000 человек с низким уровнем IQ поступили на службу и были направлены в войска, ведущие боевые действия во Вьетнаме, составив 13 % от общего числа американцев, служивших там (2,7 млн).
Призывной контингент, набранный в рамках этого проекта, снискал среди кадровых американских военных ряд неформально-пренебрежительных наименований: «дебилы Макнамары» (англ. McNamara’s Morons), «корпус дебилов» (англ. Moron Corps) и т. п. Существенная часть из этих людей испытывали трудности с преодолением боевого стресса и контролем над эмоциями, они значительно чаще остальных солдат нарушали воинскую дисциплину, принципы субординации, имели склонность к дезертирству и нападениям на сослуживцев.
В связи с тем, что количество погибших среди новобранцев Проекта 100 000 было непропорционально велико, а в их расовом составе процент чернокожих солдат был значительно выше, чем по остальным вооружённым силам, то в современном американском обществе Проект 100 000 стал рассматриваться как одна из самых постыдных страниц истории США XX столетия.

## Предыстория

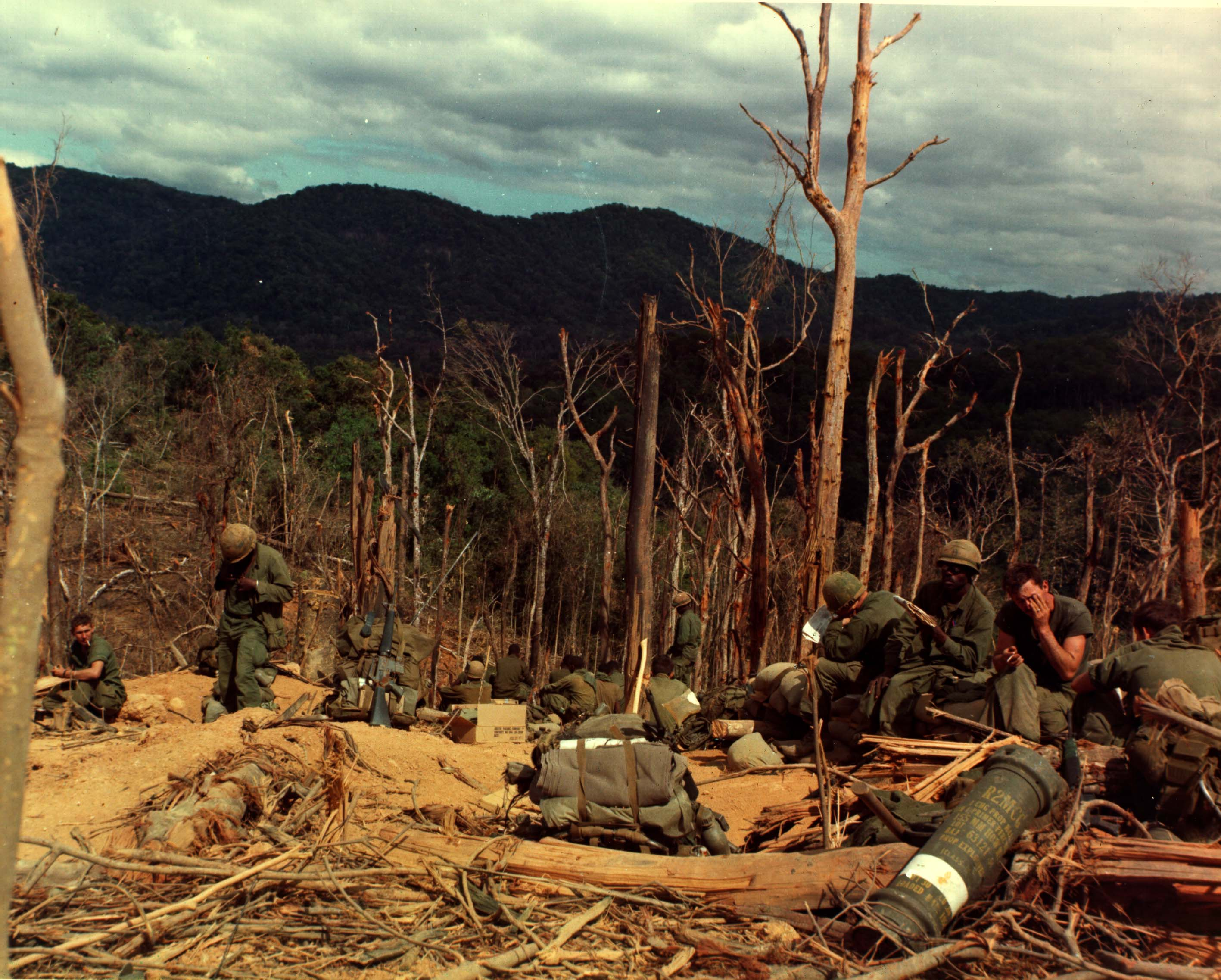
Американская пехота в процессе сооружения бункера. 1967 год

Президент США Л. Джонсон награждает раненого американского солдата в госпитале. 1967 год

Ещё в 1964 году начались первые пилотные проекты по принятию в ряды вооружённых сил США небольших групп лиц, отвергнутых призывными комиссиями. Эти люди должны были дать согласие на добровольную реабилитацию в ходе тренировочного процесса. В силу своего незначительного числа их влияние на социальный состав армии было пренебрежимо мало. Однако в 1965 году началось наращивание американского военного присутствия во Вьетнаме и количество призываемых на службу радикально возросло. Военное ведомство было вынуждено соответствующим образом смягчить жёсткость призывных стандартов, и, не стремясь к каким-либо социальным изменениям, американские военные начали принимать в свои ряды всё больше и больше тех новобранцев, которые имели низкие результаты при прохождении психологических тестов на интеллект.

## История
В июне 1966 года во время своей нью-йоркской речи министр обороны Р. Макнамара официально анонсировал снижение интеллектуальных и физических требований к поступающим на службу в вооружённые силы США. Эта инициатива, по мнению Макнамары, должна была предоставить призывникам возможность пройти в армии дополнительное обучение, освоить социальные навыки и таким образом — оздоровить социальную мобильность беднейших слоёв американского общества и в особенности — её чернокожей части. Конгресс отказался финансировать это начинание, и как следствие, необходимые денежные средства пришлось выделять из бюджета Пентагона.
Количество завербованных за первый год функционирования проекта составило 149 000 человек, в служебной документации они фигурировали под аббревиатурой NSM (англ. New Standards Men; люди новых стандартов). Всего в промежуток между октябрём 1966 и июнем 1969 года по линии Проекта 100 000 прошло около 246 000 новобранцев NSM. 92 % из этого числа было принято именно благодаря снижению требований к умственному развитию кандидатов. Половина общего количества была набрана в южных штатах, в то время, как число обычных призывников из южных штатов составляло около 28 %. Около 40 % новобранцев NSM были чернокожими, в то время как в среднем по вооруженным силам США доля афроамериканцев составляла около 9,1 %. Большая часть рекрутов NSM являлись выходцами из неустроенных семей с нетрадиционным распределением семейных ролей. Около 70 % имели низкий уровень личного дохода, 60 % — выросли в семье с единственным родителем, 80 % — бросили учёбу в школе, 40 % — имели способность к чтению ниже уровня шестого класса средней школы (а 15 % — ниже четвёртого класса), половина имела IQ ниже 85.
Эти людские ресурсы распределялись по вооружённым силам в следующих пропорциях: 25 % NSM — в армию, 18 % — в корпус морской пехоты, 15 % — в военно-морской флот и 15 % — в военно-воздушные силы. Остальные 27 % — неизвестно.
В американской литературе нередко высказывалось мнение, что призывники NSM не получали никакого обучения, кроме непосредственного боевого тренинга. Однако известно, что все поступившие на службу NSM проходили курсы базовой подготовки, а 17 000 человек воспользовались коррекционными курсами по обучению чтению для того, чтобы довести свои способности хотя бы до уровня пятого-шестого класса. Однако после шестинедельной учёбы обнаружилось, что 17 % этих людей все ещё не обладали способностью читать на уровне пятого класса. Несмотря на то, что это не соответствовало даже минимальным армейским стандартам грамотности, их не вернули на повторное переобучение, а отправили на прохождение курсов базовой боевой подготовки или в специальные дисциплинарные подразделения. В дальнейшем обнаружились другие сложности. Например, оказалось, что присутствие таких обучающихся на многих обязательных курсах сильно снижало академическую успеваемость всех учебных коллективов в целом. Инструкторы докладывали, что NSM нуждались в гораздо большем внимании, чем остальные студенты, и им требовалось больше времени на усвоение учебного материала.
Например, подполковник американской морской пехоты Д. Эванс заметил, что «достижения» NSM никак нельзя назвать ни удовлетворительными, ни объективными: по его мнению, они вдвое чаще проваливали базовое обучение и вдвое чаще попадали на скамью подсудимых военного трибунала. Несмотря на то, что Проект 100 000 значительно расширил круг лиц, доступных для призыва, он также потребовал резкого увеличения вкладываемых в обучение ресурсов. Постепенно становилось понятно, что эта инициатива становится всё более затратной и неэффективной.
К апрелю 1968 года выяснилось, что не более 68 % NSM достигли готовности к прохождению продвинутых курсов индивидуальной подготовки (англ. Advanced Individual Training), при этом большая часть из них не была способна развивать свои навыки или приобрести техническую специальность. Однако это не помешало после окончания подготовки около 40 % из NSM приобрести назначение, связанное с боевыми задачами, а 37 % — быть отправленными для прохождения службы во Вьетнам в действующие войска. Несмотря на то, что значительная часть из них получило направление в артиллерийские и пехотные части на должности поваров, автоводителей, мелких клерков и т. п., тем не менее подавляющему большинству были присвоены военно-учётные специальности, связанные с непосредственным ведением боевых действий. После окончания воинской службы эти навыки не смогли добавить своим обладателям особой ценности на рынке труда гражданского общества.
В течение первых же 18 месяцев службы около 10 % из NSM были убиты, ранены или с позором покинули воинские ряды. С низкими морально-психологическими качествами этого вида военнослужащих иногда связывают широкое распространение в армии США так называемого «фрэггинга» — преднамеренного убийства вышестоящего командира в процессе боевого столкновения с противником.
Большое количество чернокожих, направленных во Вьетнам в числе NSM, привело к тому, что боевые потери среди афроамериканцев выросли до непропорциональных величин. Если с 1961 по 1966 год среди американского населения негры составляли около 11 %, среди военных — 8 %, то среди убитых их оказалось в среднем около 16 %. В 1965 году 23,5 % всех убитых американских военных были чернокожими. С 1965 по 1971 год чёрные составляли 9,3 % служащих и 12,6 % убитых во Вьетнаме, а смертность среди чернокожих превышала смертность остальных военнослужащих на 35,5 %.
В марте 1971 года в целях полного отказа от воинской повинности началось постепенное сворачивание Проекта 100 000, пока он не был окончательно закрыт в связи с высокой стоимостью, снижением нужды в людях и деэскалацией вооружённой борьбы во Вьетнаме.

## Оценка результатов
Общая результативность Проекта 100 000 была признана катастрофической, а массовое заполнение воинских рядов «дебилами Макнамары» разрушительным образом сказывалось на дисциплине, морально-психологическом состоянии и стандартах обучения как всех остальных новобранцев, так и более опытного персонала.
Отслеживание дальнейшей судьбы военнослужащих, прошедших через процедуры Проекта 100 000, показало, что они оставили значительный вклад в высоком уровне безработицы среди своей возрастной категории, который проявлялся особенно сильно среди чернокожих ветеранов Вьетнама. Это полностью дискредитировало попытку проекта наладить социальные лифты для беднейших слоёв американского социума. Идея дать им образование тоже не дошла до воплощения в жизнь, так как только 7,5 % NSM смогли освоить образовательные процедуры и тренировочный процесс в вооружённых силах.
Считается, что эта инициатива сыграла значительную роль в политической карьере президента США Л. Джонсона, который с её помощью смог расширить объём призывного материала для отправки во Вьетнам без принудительного набора в армию студентов колледжей. Такой ход дал возможность избежать обострения отношений с многочисленными избирателями американского среднего класса.